# 庫季里亞夫齊
49°55′38″N 24°29′54″E / 49.92722°N 24.49833°E
庫季里亞夫齊（烏克蘭語：Кудирявці），是烏克蘭西部的村莊，隸屬利維夫州的佐洛奇夫區。該村面積2.1平方公里，海拔高度220米，2001年人口317，人口密度每平方公里150.95人。